# Министерство юстиции Дании
Министерство юстиции Дании несёт ответственность за общую судебную систему, в том числе полицию и прокуратуры, суды и тюрьмы и службу пробации. Кроме того, министерство отвечает за законодательство в области уголовного, частного и семейного права, законы о трестах и фондах, закон о гражданстве и закон о защите данных.

## Советы
- Совет по защите животных
- Специальный совет по вопросам защиты животных
- Совет по вопросам проведения опытов на животных
- Совет судебно-медицинской экспертизы
- Совет данных
- Совет по предупреждению преступности
- Совет по назначению судей
- Комиссия безопасности дорожного движения
- Верховный совет по безопасности дорожного движения
- Наблюдательный совет по обращению с заключёнными